# Pression critique
La pression critique d’une substance, sans autre précision, est la pression au point critique. Plus généralement, ce peut être la pression à n'importe quelle transition de phase.
Pour une substance à l'état pur, elle est définie comme étant la valeur de la pression au-dessus de laquelle le gaz et le liquide ne peuvent pas coexister à aucune température.